# Донє Виново
Донє Виново (хорв. Donje Vinovo) — населений пункт у Хорватії, у Шибеницько-Книнській жупанії у складі громади Унешич.

## Населення
Населення за даними перепису 2011 року становило 79 осіб.
Динаміка чисельності населення поселення:

## Клімат
Середня річна температура становить 12,57 °C, середня максимальна – 27,10 °C, а середня мінімальна – -1,36 °C. Середня річна кількість опадів – 882 мм.
| Клімат поселення                              | Клімат поселення | Клімат поселення | Клімат поселення | Клімат поселення | Клімат поселення | Клімат поселення | Клімат поселення | Клімат поселення | Клімат поселення | Клімат поселення | Клімат поселення | Клімат поселення | Клімат поселення |
| Показник                                      | Січ.             | Лют.             | Бер.             | Квіт.            | Трав.            | Черв.            | Лип.             | Серп.            | Вер.             | Жовт.            | Лист.            | Груд.            |                  |
| Середній максимум, °C                         | 9,13             | 9,56             | 12,55            | 16,11            | 20,92            | 24,76            | 27,10            | 26,90            | 22,10            | 17,54            | 12,39            | 9,47             |                  |
| Середня температура, °C                       | 3,88             | 4,30             | 7,30             | 10,86            | 15,67            | 19,52            | 22,74            | 22,52            | 17,73            | 13,16            | 8,02             | 5,10             |                  |
| Середній мінімум, °C                          | −1,36            | −0,94            | 2,07             | 5,63             | 10,43            | 14,28            | 18,36            | 18,15            | 13,36            | 8,79             | 3,65             | 0,72             |                  |
| Норма опадів, мм                              | 73               | 65               | 70               | 76               | 63               | 62               | 40               | 54               | 80               | 94               | 112              | 93               |                  |
| Середньомісячна швидкість вітру, м/с          | 2.33             | 2.58             | 2.73             | 2.64             | 2.36             | 2.09             | 2.09             | 1.97             | 2.14             | 2.23             | 2.62             | 2.62             |                  |
| Середньомісячна сонячна радіація, кДж/м²·день | 5441             | 8206             | 11816            | 16230            | 20052            | 22639            | 24218            | 21313            | 15911            | 10358            | 5816             | 4647             |                  |
| --------------------------------------------- | ---------------- | ---------------- | ---------------- | ---------------- | ---------------- | ---------------- | ---------------- | ---------------- | ---------------- | ---------------- | ---------------- | ---------------- | ---------------- |
| Джерело:                                      |                  |                  |                  |                  |                  |                  |                  |                  |                  |                  |                  |                  |                  |